# Zapasy na Igrzyskach Wspólnoty Narodów 2010
Zapasy na Igrzyskach Wspólnoty Narodów 2010 odbyły się w dniach 5 - 10 października 2010 w kompleksie sportowym Indira Gandhi Arena. Gospodarze igrzysk wygrali tabelę medalową zawodów z dorobkiem 10 złotych medali. 

## Mężczyźni

### Styl wolny
| Kat. wagowa |                        |                    |                  |
| ----------- | ---------------------- | ------------------ | ---------------- |
| 55 kg       | Azhar Hussain          | Ebikweminmo Welson | Anil Kumar       |
| 60 kg       | Yogeshwar Dutt         | James Mancini      | Sasha Madyarchyk |
| 66 kg       | Sushil Kumar           | Heinrich Barnes    | Chris Prickett   |
| 74 kg       | Narsingh Pancham Yadav | Richard Addinall   | Evan MacDonald   |
| 84 kg       | Muhammad Inam          | Anuj Kumar         | Andrew Dick      |
| 96 kg       | Sinivie Boltic         | Korey Jarvis       | Leon Rattigan    |
| 120 kg      | Arjan Bhullar          | Joginder Kumar     | Hugues Onanena   |

### Styl klasyczny
| Kat. wagowa |                 |                   |                  |
| ----------- | --------------- | ----------------- | ---------------- |
| 55 kg       | Rajender Kumar  | Azhar Hussain     | Promise Mwenga   |
| 60 kg       | Ravinder Singh  | Terence Bosson    | Romeo Joseph     |
| 66 kg       | Myroslav Dykun  | Jack Bond         | Sunil Kumar Rana |
| 74 kg       | Sanjay Kumar    | Richard Addinall  | Hassan Shahsavan |
| 84 kg       | Joe Agbonavbare | Manoj Kumar       | Dean van Zyl     |
| 96 kg       | Anil Kumar      | Kakoma Bella-Lufu | Eric Feunekes    |
| 120 kg      | Iwan Popow      | Talaram Mamman    | Dharmender Dalal |

- W kategorii 96 kg w walce finałowej uczestniczył Australijczyk Hasan al-Fakiri. Został zdyskwalifikowany i pozbawiony medalu za niesportowe zachowanie i obraźliwe gesty w stosunku do sędziów[2].

## Kobiety

### Styl wolny
| Kat. wagowa |                  |                    |                    |
| ----------- | ---------------- | ------------------ | ------------------ |
| 48 kg       | Carol Huynh      | Nirmala Devi       | Odunayo Adekuoroye |
| 51 kg       | Ifeoma Nwoye     | Babita Kumari      | Jessica MacDonald  |
| 55 kg       | Geeta Phogat     | Emily Bensted      | Lovina Odochi      |
| 59 kg       | Alka Tomar       | Tonya Verbeek      | Tega Richard       |
| 63 kg       | Justine Bouchard | Blessing Oborududu | Suman Kundu        |
| 67 kg       | Anita Tomar      | Megan Buydens      | Ifeoma Iheanacho   |
| 72 kg       | Ohenewa Akuffo   | Laure Ali          | Hellen Okus        |

## Tabela medalowa
| Poz.    | Państwo           |    |    |    | Łącznie |
| 1       | Indie             | 10 | 5  | 4  | 19      |
| 2       | Kanada            | 4  | 5  | 5  | 14      |
| 3       | Nigeria           | 3  | 3  | 7  | 13      |
| 4       | Pakistan          | 2  | 1  | 0  | 3       |
| 5       | Anglia            | 1  | 1  | 2  | 4       |
| 6       | Australia         | 1  | 1  | 1  | 3       |
| 7       | Południowa Afryka | 0  | 4  | 1  | 5       |
| 8       | Kamerun           | 0  | 1  | 1  | 2       |
| Łącznie | Łącznie           | 21 | 21 | 21 | 63      |

     Oznacza państwo-gospodarza igrzysk

## Ciekawostki
Geeta Phogat zdobyła złoty medal w rywalizacji do 55 kg kobiet, a jej siostra Babita Kumari sięgnęła po srebro w kategorii do 51 kg kobiet. Wydarzenia te zostały przedstawione w bollywódzkim filmie pt. Dangal z 2016.